# Google AdWords
Google AdWords je brz i jednostavan način nabave visoko fokusiranog oglašivanja na osnovi Cijene-Po-Kliku (CPK) nezavisno o proračunu korisnika. AdWords oglasi prikazuju se pored rezultata pretraživanja na Googleu te na stranicama s rezultatima pretrage ili s izdržajem u Google Mreži koja raste iz dana u dan i uključuje među ostalima AOL, EarthLink, HowStuffWorks i Blogger.
Adwords je 2008. godine tvrtki Google donio 21 milijardu dolara dobiti. 

## Cijena-Po-Kliku reklame (CPK)
Za izradu oglasa možete se odlučiti sami. Registrirate se na AdWords stranici, kreirate oglas, odredite ključne riječi na kojima želite oglašavati i cijenu koju ste spremni platiti (AdWords je u biti aukcija). Kad netko upiše ključnu riječ koju ste odredili, prikazat će mu se vaš oglas. Ako ga klikne, s vašeg računa se skida određeni iznos. 
Druga varijanta je da umjesto samostalne izrade zaposlite agenciju koja za vas izradi oglase i odabere ključne riječi. Iako je ovo u početku skuplje, velike i srednje tvrtke se gotovo uvijek odlučuju za taj model. Naime, od kvalitete oglasa i ključnih riječi je jako ovisno hoće li korisnici koji su kliknuli oglas - proizvod doista i kupiti. S profesionalno izrađenom kampanjom šanse za prodaju su puno veće, jer posao umjesto vas odrađuju marketinški profesionalci.